# シボレー・エルカミーノ
エルカミーノ（El Camino）は、かつてゼネラルモーターズがシボレーブランドで製造・販売していたクーペユーティリティ型のピックアップトラックである。GMCでもスプリント（Sprint）／キャバレロ（Caballero）の車名で姉妹車が発売されていた。
El Camino はスペイン語で「道」を意味し、ライバルのフォード・ランチェロの成功に対抗して開発された。その販売は、主に標準仕様とスーパー・スポート、コンクイスタの3グレードで行われた。

## 初代 (1959年 - 1960年)
最初のエルカミーノは、フォード・ランチェロの発売から2年後の1959年にシボレー・インパラをベースに開発された。その開発は急がれ、1960年にはベース車のインパラが改良されたのを受け、テールフィンの縮小など、大規模なスタイル変更が行われた。しかし販売は振るわず、第1世代は3万6千台余りを販売しただけで生産が打ち切られた。

## 2代目(1964年 - 1967年)
4年後、ランチェロの販売が好調の中、シボレーは、シボレー・シェベルをベースとして、エルカミーノを復活させた。1964年モデルは、基本的に、Bピラーまでがシェベルと同じであった。また、当初は実用性を重視したモデルであり、シェベルの最もパワフルなエンジンは不要と考えられていた。
1965年、327立方インチのエンジン（350馬力）が追加され、1966年には396立方インチのエンジンが325馬力と375馬力でラインナップした。1967年には、新しいフロントグリル、フロントバンパーなど、スタイリングに変更が加えられたほか、リアサスペンションにエア・ショックアブソーバーが追加された。

## 3代目 (1968年 - 1972年)
1968年、ステーションワゴンや4ドアセダンのベースとなるプラットフォームを基に、全長の増したエルカミーノがデビューした。新しく開発されたハイ・パフォーマンスなスーパー・スポート SS396 バージョンがシェベル・バージョンと並んで発表された。
1969年モデルでは大きな変化は無かったが、1970年には402立方インチのエンジンを積んだ新しい SS396 が発売された。また、当時、シボレーの最大かつ最強のエンジンが搭載されたモデルも僅かに存在した。
1971年モデルは、他のシボレー車と同様、パワーとパフォーマンスを減じ、有鉛ハイオク仕様となって、排気コントロールを行うようになった。1971年丸型デュアル（4灯式）ヘッドランプから2灯式に変更され、フロントグリルのデザインもポイントとなった。
また、1971年には GMC からも姉妹車のスプリントが発売された。

## 4代目 (1973年 - 1977年)
1973年、エル・カミーノはシェベルの変更と合わせて、再びモデルチェンジを受けた。この世代は「マリブ/モンテカルロ」をベースにしており最大の車体を持っていた。しかし、構造材が軽く、重量は過去のモデルより軽くなった。1976年、フロントエンドのデザインがリフレッシュされ、角型4灯式ヘッドランプに変更された。

## 5代目 (1978年 - 1987年)
1978年、より小型化され、よりシャープでエッジを利かせたボディスタイルの新たなエルカミーノがベールを脱いだ。GMC版はキャバレロに車名が変更された。シェベルが既に生産中止となっていたため、エル・カミーノは、代わってシボレー・マリブ、シボレー・モンテカルロとコンポーネントを共用することとなった。当初、V6エンジンが搭載されていたが、1982年から1984年まで、オールズモビルのディーゼルエンジンが搭載された。
1978年から1981年までのヘッドランプは2灯式であったが、1982年に角型4灯のスタイルとなった。
1984年以降の3年間、GMはエルカミーノの生産ラインをメキシコに移した。1987年モデルの生産が終了して以降は、S-10ピックアップの販売が好調となった。なお、1984年から1987年のメキシコ生産のモデルは約200台が売れ残ったため、1988年モデルとして販売された。